# Île aux Cygnes
Île aux Cygnes (česky Ostrov labutí) je umělý ostrov na řece Seině v Paříži mezi 16. a 15. obvodem, k němuž je administrativně připojen. Ostrov je bývalou hrází, což ovlivnilo jeho půdorys. Ostrov je 890 metrů dlouhý, ale jen 11 metrů široký. Ostrov slouží jako veřejný park a jeho středem vede promenáda lemovaná dvěma řadami stromů, tzv. Allée des Cygnes. Ostrov protínají tři mosty - dva silniční a jeden železniční.

## Historie
Ostrov vznikl v roce 1827 jako hráz u říčního přístavu Grenelle. Tato výstavba byla součástí plánu rozvoje čtvrti Grenelle v letech 1824-1829. Od roku 1878 je na ostrově zřízena veřejná promenáda s názvem Allée des Cygnes. Alej o dvou řadách stromů doplněných lavičkami nechalo zřídit město Paříž.

## Mosty
Přes ostrov byly postaveny tři mosty. Ve směru po proudu to jsou:
- Pont de Bir-Hakeim - silniční most, na kterém stojí ještě viadukt sloužící pro linku 6 pařížského metra, protíná severovýchodní cíp ostrova. Z mostu vedou na ostrov schody. Část viaduktu, která stojí na ostrově, je tvořena kamenným obloukem, který je na každé straně zdoben alegorickými reliéfy. Na straně proti proudu jsou umístěné La Science (Věda) a Le Travail (Práce) a po proudu L'Électricité (Elektřina) a Le Commerce (Obchod).

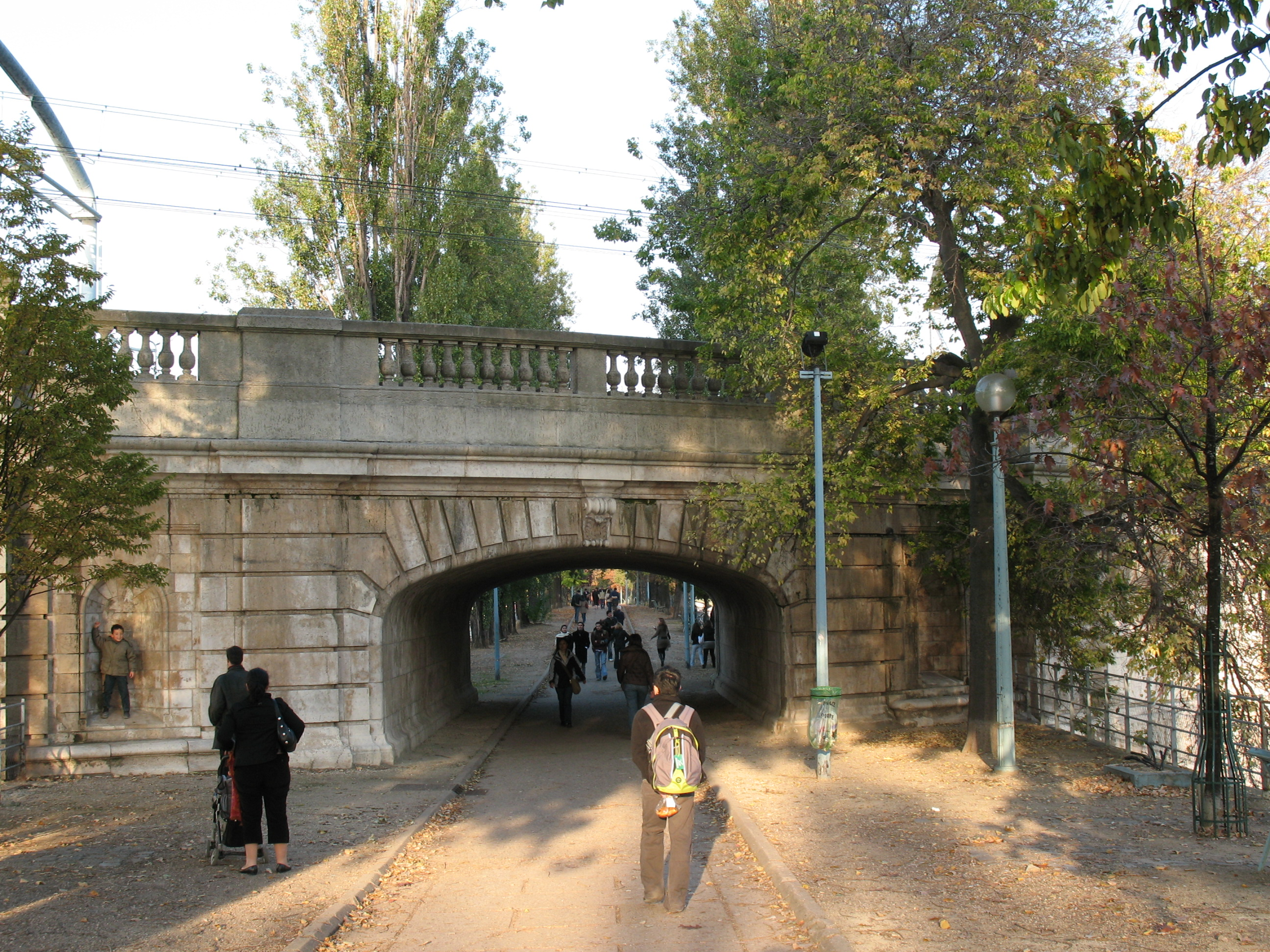
Podchod pod Pont Rouelle

- Pont Rouelle - železniční most pro linku RER C kříží ostrov zhruba v jeho polovině. Most je z ocelových oblouků, ale na ostrově stojí malý kamenný viadukt, pod kterým mohou procházet chodci.
- Pont de Grenelle - silniční most na jihozápadním konci ostrova. Umožňuje přístup na ostrov po schodišti.

## Sochy
Na ostrově jsou rovněž dvě sochy. Na severovýchodním cípu ostrova na malém náměstíčku, který Pont de Bir-Hakeim odděluje od zbytku ostrova, se nachází alegorická jezdecká socha Znovuzrozená Francie (La France renaissante). Jejím autorem je dánský sochař Holger Wederkinch (1886-1959). Socha byla v roce 1930 darována dánskou komunitou městu Paříži. Z tohoto místa je dobrý výhled na Eiffelovu věž.
Na druhém, jihozápadním konci stojí od roku 1889 replika Sochy Svobody.